# Giovanni Matteo Contarini
Pour les articles homonymes, voir Contarini.

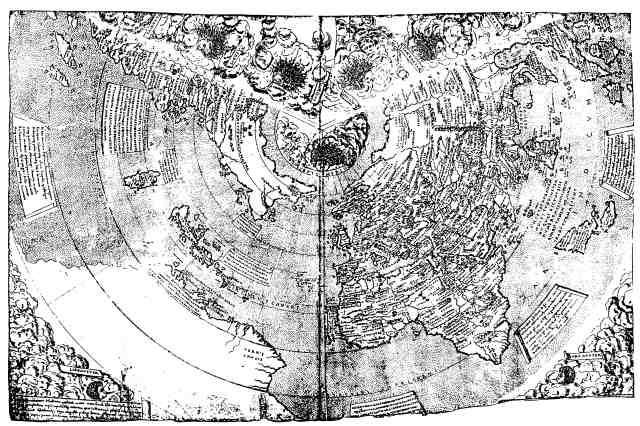
Planisphère de projection conique de Giovanni Matteo Contarini et Francesco Rosselli, 1506

Giovanni Matteo Contarini (décédé en 1507) est un cartographe italien, membre de l'importante famille Contarini de la république de Venise.
Contarini est surtout connu comme l'auteur d'un planisphère ptolémaïque de projection conique, gravé par Francesco Rosselli à Florence en 1506. C'est la première carte imprimée sur laquelle apparaît le Nouveau monde découvert par Christophe Colomb, encore uni dans sa partie nord à l'Asie selon la croyance de Colomb, tandis que le sud apparaît comme une masse de terre immense appelée « Terra Santi Crucis » donnée par les Portugais au Brésil. Le petit planisphère est signé dans un cartouche dessiné sous le cap de Bonne-Espérance : « diligentia ioanni Matteo Contareni - Arte et ingenio francisci Roselli florentini 1506 notum »
Il n'existe qu'un seul exemplaire connu de cette carte, découvert en 1922, et conservé à la British Library de Londres.

## Source de la traduction
- (es) Cet article est partiellement ou en totalité issu de l’article de Wikipédia en espagnol intitulé « Giovanni Matteo Contarini » (voir la liste des auteurs).

- Notices d'autorité :   - VIAF
  - ISNI
  - BnF (données)
  - IdRef
  - GND
  - Espagne
  - Pays-Bas
  - Vatican
  - Portugal